# Perilampus hyalinus
Perilampus hyalinus is een vliesvleugelig insect uit de familie Perilampidae. De wetenschappelijke naam is voor het eerst geldig gepubliceerd in 1829 door Say.